# Cruz processional
Uma Cruz Processional é um crucifixo, ou cruz, que é transportada em procissões cristãs. Tais cruzes têm uma longa história: a missão gregoriana de Santo Agostinho de Cantuária na Inglaterra levou uma diante delas "como um estandarte", segundo Beda. Outras fontes sugerem que se esperava que todas as igrejas possuíssem uma.
Outras fontes sugerem que se esperava que todas as igrejas possuíssem uma. Eles se tornaram destacáveis de seus cajados, de modo que as primeiras cruzes do altar eram cruzes processionais colocadas em um suporte no final da procissão. Nas grandes igrejas, a "Cruz gemada", ou cruz ricamente joalheira em metal precioso, era o estilo preferido. Exemplos iniciais notáveis incluem a Cruz de Justino II (possivelmente uma cruz votiva suspensa originalmente), Cruz de Lotário e Cruz de Cong.